# Tensor de curvatura
En geometría diferencial, el tensor de curvatura de Riemann, o simplemente tensor de curvatura o tensor de Riemann, supone una generalización del concepto de curvatura de Gauss, definido para superficies, a variedades de dimensiones arbitrarias. Representa una medida de la separación de la métrica de la variedad respecto de la métrica euclídea.
Fue introducido en 1862 por B. Riemann y desarrollado en 1869 por E. B. Christoffel como una forma de describir completamente la curvatura en cualquier número de dimensiones mediante un "pequeño monstruo": un tensor de tipo (1,3) representado generalmente por el símbolo {\displaystyle R_{jkl}^{i}\,\!}. El valor de cualquier otra entidad que describa la curvatura de una variedad puede deducirse de este tensor. Tal es el caso del tensor de Ricci (un tensor de tipo (0,2)), de la curvatura escalar o de la curvatura seccional.
Aunque en 2 dimensiones la curvatura puede representarse por un escalar en cada punto (o tensor de orden cero), tal como hacía la curvatura de Gauss, la geometría de variedades de Riemann con dimensión mayor o igual que 3 es demasiado compleja como para describirla totalmente por un número en un punto dado. Así, en 3 dimensiones la curvatura puede representarse por un tensor de segundo orden (el tensor de Ricci). Sin embargo, para dimensiones superiores necesitaremos al menos un tensor de cuarto orden (el tensor de Riemann). 
El tensor de curvatura tiene una influencia notable en la evolución de la separación de un conjunto de geodésicas inicialmente próximas, vía la ecuación de Hamilton-Jacobi. Da lugar a efectos observables de la curvatura en las fuerzas de marea que aparecen en relatividad general.

## Definición
Formalmente, el tensor de curvatura está definido para toda variedad de Riemann, y, más generalmente, en toda variedad dotada de una conexión afín {\displaystyle \nabla } con o sin torsión, por la fórmula siguiente:
{\displaystyle R(u,v)w=\nabla _{u}\nabla _{v}w-\nabla _{v}\nabla _{u}w-\nabla _{[u,v]}w}
donde [ , ] nota el corchete de Lie.
Esta definición nos lleva a representar la curvatura es como un tensor (1,3)-valente. En geometría de Riemann, la valencia de este tensor se puede alterar: a menudo usaremos una representación equivalente como tensor (0,4). Aunque sea la definición que aparece con más frecuencia, el operador {\displaystyle \nabla }, históricamente no apareció hasta 1954. Entre tanto, se desarrolló el formalismo de Cartan, en que la conexión se expresa como una matriz de 1-formas y la curvatura como una matriz Ω de 2-formas.

### Expresión en coordenadas
Dada una base cualquiera {\displaystyle \{{\hat {\mathbf {e} }}_{i}\}_{i=1\dots n}}, definida como una sección del fibrado tangente, y su base dual {\displaystyle \{{\hat {\boldsymbol {\theta }}}^{i}\}_{i=1\dots n}} las coordenadas del tensor de curvatura vienen dadas por:
{\displaystyle {R^{i}}_{jkl}={\hat {\boldsymbol {\theta }}}^{i}(R({\hat {\mathbf {e} }}_{k},{\hat {\mathbf {e} }}_{l}){\hat {\mathbf {e} }}_{j})}
En un sistema de coordenadas asociada a una carta local {\displaystyle x^{\mu }} las componentes del tensor de curvatura de Riemann vienen dadas por:
{\displaystyle {R^{\rho }}_{\sigma \mu \nu }=dx^{\rho }(R(\partial _{\mu },\partial _{\nu })\partial _{\sigma })}
Donde {\displaystyle \partial _{\mu }=\partial /\partial x^{\mu }} son los campos vectoriales asociados a cada una de las coordenadas y que juntos constituyen una base natural. La expresión (*) puede reescribirse en términos de los símbolos de Christoffel de la siguiente manera, usando el convenio de sumación de Einstein:
{\displaystyle {R^{\rho }}_{\sigma \mu \nu }=\partial _{\mu }\Gamma _{\nu \sigma }^{\rho }-\partial _{\nu }\Gamma _{\mu \sigma }^{\rho }+\Gamma _{\mu \lambda }^{\rho }\Gamma _{\nu \sigma }^{\lambda }-\Gamma _{\nu \lambda }^{\rho }\Gamma _{\mu \sigma }^{\lambda }}

### Forma covariante del tensor de curvatura
Si {\displaystyle M} es una variedad riemanniana, el tensor de curvatura vendrá definido a partir de la conexión de Levi-Civita. El tensor métrico {\displaystyle g} podrá utilizarse para subir o bajar índices del tensor de curvatura. En particular, la versión completamente covariante del tensor es un tensor de tipo (0,4) dado por
{\displaystyle R_{\rho \sigma \mu \nu }=g_{\rho \alpha }{R^{\alpha }}_{\sigma \mu \nu }\,}
Existen distintas definiciones de este tensor, equivalentes salvo en signo, lo que nos obliga a tener que determinar en cada caso la convención de signo del autor. En contraste, el resto de definiciones de todos los autores se ajustan para que las nociones de curvatura seccional, de Ricci o escalar permanezcan inalteradas.

### Expresión como conjunto de 2-formas
La conexión matemática de una variedad diferenciable y fijada una base del espacio tangente en cada punto {\displaystyle \scriptstyle \{E_{1},\dots ,E_{n}\}} cualquier puede expresarse mediante una matriz de 1-formas {\displaystyle \scriptstyle \omega _{i}^{j}} que satisfacen la siguiente relación con la derivada covariante:
{\displaystyle \nabla _{X}E_{i}=\omega _{i}^{j}(X)E_{j}}
Donde:
{\displaystyle X,Y\,} son campos vectoriales definidos sobre la variedad:
Puede probarse además que si {\displaystyle \scriptstyle \{\phi ^{1},\dots ,\phi ^{n}\}} es la base dual de la anterior la diferencial exterior de los elementos de esta base dual satisfacen:
{\displaystyle d\phi ^{j}=\sum _{i}\phi ^{i}\land \omega _{i}^{j}+\tau ^{j}}
Donde:
{\displaystyle \tau ^{j}\,} es el conjunto de n 2-formas de torsión
que son nulas si se usa la conexión riemanniana asociada a la métrica de Riemann de la variedad. Las 2-formas de curvatura vienen dadas simplemente por:
{\displaystyle \Omega _{i}^{j}=d\omega _{i}^{j}-\sum _{k}\omega _{i}^{k}\omega _{k}^{j}=\sum _{k,l}{\frac {1}{2}}R_{ikl}^{j}\phi ^{k}\land \phi ^{l}}
En general, el procedimiento de cálculo mediante las 1-formas de la conexión y 2-formas de curvatura resulta más eficiente y rápido que el cálculo directo mediante la expresión en coordenadas.

## Significado del tensor de curvatura en una variedad de Riemann

### Como medida de la separación de la métrica respecto de la métrica euclídea
Una relación interesante que aclara el significado del tensor de curvatura es que si se consideran coordenadas normales {\displaystyle \scriptstyle \{x^{1},\dots ,x^{n}\}}centradas en un punto p en un entorno de dicho punto la métrica de toda variedad riemannina puede escribirse como:
{\displaystyle g_{ij}(x)=\delta _{ij}-{\frac {1}{3}}R_{iklj}x^{k}x^{l}+O(|x|^{3})}
Es decir el tensor de Riemann da las desviaciones de la métrica respecto a la métrica euclídea plana hasta segundo orden. En una variedad lorentziana la relación es similar:
{\displaystyle g_{\mu \nu }(x)=\eta _{\mu \nu }-{\frac {1}{3}}R_{\mu \alpha \beta \nu }x^{\alpha }x^{\beta }+O(|x|^{3})}

### Como transformación lineal de 2-formas
Para ver R como transformación lineal de 2-formas, considere la curvatura seccional, es decir la curvatura de una superficie geodésica de dos dimensiones que pasa a través de un punto - una sección, que es la imagen de un plano tangente bajo la función exponencial. El correspondiente plano tangente se puede representar por 2-formas. El tensor de curvatura da información equivalente a especificar todas las curvaturas seccionales. La norma cuadrada de una 2-forma por la curvatura seccional correspondiente de hecho da una nueva forma cuadrática en un espacio de 2-formas, y es dada exactamente por el operador lineal simétrico R. es decir (R(s), s) = k(s)(s, s). 
El operador R puede ser entendido de otra manera. Cada 2-forma se puede representar por un lazo rectangular pequeño (de muchas maneras, pero de la forma correspondiente es lo que importa aquí). Entonces el transporte paralelo alrededor de este lazo da lugar a una transformación del espacio tangente. Ésta es una transformación infinitesimal del espacio tangente, que se puede representar por un elemento del álgebra de Lie correspondiente al grupo de Lie de todas las transformaciones lineales del espacio tangente. Pero esta álgebra de Lie es nuevamente un álgebra de 2-formas, y R(s) es precisamente este generador.
El álgebra de Lie de todas las transformaciones del lazo es el álgebra de Lie de la holonomía correspondiente a la curvatura.

## Simetrías del tensor de curvatura en una variedad de Riemann
Fijado un sistema de coordenadas en un punto de una variedad diferenciable, las identidades que satisface el tensor, pueden ser escritas en términos de las componentes sencillamente como:
- Antisimetría frente al intercambio entre los dos primeros o los dos últimos índices:

{\displaystyle R_{abcd}=-R_{bacd}=-R_{abdc}\,\!}
- Simetría respecto al intercambio del bloque formado por los dos primeros índices con el bloque formado por los últimos:

{\displaystyle R_{abcd}=R_{cdab}\,\!}
- Primera identidad de Bianchi: la suma en tres entradas del tensor de curvatura (las tres últimas con nuestra convención de signos) bajo permutación circular se anula

{\displaystyle R_{abcd}+R_{acdb}+R_{adbc}^{}=0}
que también aparece en forma más compacta como {\displaystyle R_{a[bcd]}=0}, donde el corchete [ ] denota antisimetrización sobre las componentes seleccionadas. Los 6 términos que aparecen se reducen a tres usando la primera de las simetrías.
- Segunda identidad de Bianchi

{\displaystyle R_{abcd;e}^{}+R_{abde;c}^{}+R_{abec;d}^{}=0},
o de modo equivalente: {\displaystyle R_{ab[cd;e]}=0\;}
Aunque el tensor de curvatura tenga {\displaystyle n^{4}} componentes, donde {\displaystyle n} es la dimensión de la variedad donde está definido, las tres primeras relaciones reducen el número de componentes independientes a {\displaystyle {\frac {1}{12}}n^{2}(n^{2}-1)}. En dimensiones 2, 3 y 4, el número de componentes independientes será 1, 6, 20.
En caso de trabajar en una variedad con una conexión arbitraria, las identidades de Bianchi adoptan una forma que generaliza a las anteriores e involucra al tensor de torsión de la conexión.

## Descomposición del tensor de curvatura
Dada la complejidad del tensor de curvatura, a menudo es conveniente resumir parte de la información de este tensor en elementos más simples, como pueden ser las curvaturas seccionales, o las combinaciones de las mismas que forman el tensor de Ricci o la misma curvatura escalar.

### Curvatura seccional
Del mismo modo que para hacer más tratable una función bilineal la estudiamos al aplicarla a dos vectores iguales (su forma cuadrática asociada), para estudiar un tensor de cuarto orden como el de curvatura podemos intentar aplicarlo sobre el mínimo número de vectores distintos. Por antisimetría, con solo un vector obtendríamos resultados nulos. Debemos usar, pues, dos vectores diferentes.
Dado un plano {\displaystyle \pi \subset T_{p}M}, y una base {\displaystyle \{v_{1},v_{2}\}} del mismo, se demuestra que la cantidad
{\displaystyle K={\frac {R(v_{1},v_{2},v_{2},v_{1})}{g(v_{1},v_{1})g(v_{2},v_{2})-g(v_{1},v_{2})^{2}}}}
no depende de la base escogida. Así, podemos decir que K solo depende de {\displaystyle \pi } y recibe el nombre de curvatura seccional del plano {\displaystyle \pi } . Si escogemos una base ortonormal {\displaystyle \{e_{1},e_{2}\}}, su cálculo puede simplificarse, de modo que:
{\displaystyle K(\pi )=R(e_{1},e_{2},e_{2},e_{1})\,}
El conocimiento de todas las curvaturas seccionales determina unívocamente al tensor de curvatura. Podemos pensar en ellas como unidades de información a la hora de analizar el tensor de curvatura.

### Curvaturas escalar y de Ricci
Se llama tensor de Ricci al tensor de tipo (0, 2) cuyas componentes son la contracción en un índice covariante y otro contravariante del tensor de curvatura.
{\displaystyle R_{ij}=R_{ikj}^{k}}
Los elementos diagonales del tensor de Ricci pueden expresarse fácilmente como combinación de curvaturas seccionales. Por ejemplo, dada una base ortonormal {\displaystyle \{e_{1},...,e_{n}\}}, {\displaystyle R_{11}=\sum _{i=2}^{n}K(\pi (e_{1},e_{i}))} (suma de las curvaturas seccionales de los n-1 planos ortogonales que contengan a {\displaystyle e_{1}}).
Además, se llama curvatura escalar, que suele designarse con las letras R o s, a la función que se obtiene por contracción métrica de los dos índices del tensor de Ricci: 
{\displaystyle R=g^{ij}R_{ij}\,}.
Si calculamos la contracción usando una base ortonormal {\displaystyle \{e_{1},...,e_{n}\}}, obtendremos su desarrollo como suma de curvaturas seccionales: 
{\displaystyle R=\sum _{i\neq j}K(\pi (e_{i},e_{j}))=2\sum _{i<j}K(\pi (e_{i},e_{j}))\,}
En dos dimensiones, el tensor de curvatura está determinado por la curvatura escalar. En tres dimensiones, el tensor de curvatura está especificado por la curvatura de Ricci. Esto tiene que ver con el hecho de que el espacio de 2-formas es tridimensional: la misma razón por la que podemos definir el producto vectorial para 3 dimensiones (el producto vectorial es precisamente el producto cuña de dos 1-formas compuesto con la estrella de Hodge, si representamos vectores con su 1-formas correspondientes). 
En más dimensiones, el tensor pleno de curvatura contiene más información que la curvatura de Ricci. Eso significa que, para un número de dimensiones n < 4, el tensor de curvatura queda completamente especificado si se conoce el tensor de Ricci, no ocurriendo así para n > 3. Eso tiene una importante consecuencia en la Teoría general de la relatividad puesto que el espacio-tiempo de n = 4 dimensiones, pero en donde las ecuaciones del campo gravitatorio solo determinan el tensor de Ricci. Por tanto, las ecuaciones de Einstein para el campo gravitatorio no determinan completamente el tensor de curvatura total: La parte de la curvatura no especificada por las ecuaciones de Einstein, coincide precisamente con el tensor de Weyl que se definie a continuación.

### La curvatura de Weyl
Para dimensión n>3, el tensor de curvatura se puede descomponer en la parte que depende de la curvatura de Ricci, y el tensor de Weyl. Si R es el tensor (0, 4)-valente de curvatura de Riemann, entonces
{\displaystyle R=s/2n(n-1)g\circ g+(Ric-sg/n)\circ g/(n-2)+W}
donde Ric es la versión (0, 2)-valente de la curvatura de Ricci, s es la curvatura escalar y g es el tensor métrico (0, 2)-valente y 
{\displaystyle h\circ k(v_{1},v_{2},v_{3},v_{4})=h(v_{1},v_{3})k(v_{2},v_{4})+h(v_{2},v_{4})k(v_{1},v_{3})-h(v_{1},v_{4})k(v_{2},v_{3})-h(v_{2},v_{3})k(v_{1},v_{4})}
es el llamado producto de Kulkarni-Nomizu de los dos (0, 2)-tensores.
Las componentes del tensor de Weyl pueden ser calculadas explícitamente a partir del tensor de curvatura de Riemann, el tensor de curvatrua de Ricci y la curvatura escalar:
{\displaystyle C_{abcd}=R_{abcd}-{\frac {2}{n-2}}(g_{a[c}R_{d]b}-g_{b[c}R_{d]a})+{\frac {2}{(n-1)(n-2)}}s~g_{a[c}g_{d]b}}
Donde:
{\displaystyle R_{abcd}\,} son las componentes del tensor de Riemann.
{\displaystyle R_{ab}\,} son las componentes del tensor de Ricci.
{\displaystyle s\,} es la curvatura escalar de Ricci.
{\displaystyle [\ ]\,} se refiere a la parte antisimétrica de un tensor.
Si g'=fg para una cierta función escalar - el cambio conforme de la métrica - entonces W'=fW. Para curvatura constante, el tensor de Weyl es cero. Por otra parte, W=0 si y solamente si la métrica es conforme a la métrica euclidiana estándar (igual a fg, donde g es la métrica estándar en un cierto marco coordinado y f es una cierta función escalar). La curvatura es constante si y solamente si W=0 y Ric=s/n